# Durup (Skive Kommune)
 For alternative betydninger, se Durup. (Se også artikler, som begynder med Durup)
Durup er en by på halvøen Salling med 906 indbyggere  (2024), beliggende 6 km nordvest for Roslev, 6 km øst for Glyngøre, 15 km sydøst for Nykøbing Mors og 23 km nord for Skive. Byen hører til Skive Kommune og ligger i Region Midtjylland.
I 1970-2006 var byen kommunesæde i Sallingsund Kommune.
Durup hører til Durup Sogn. Durup Kirke ligger i byen.

## Faciliteter
- Durup Skole har ca. 130 elever, fordelt på 0.-6. klassetrin, samt specialklasserække og SFO med ca. 50 børn.
- Børnegården Durup blev indviet i 1995 i den ombyggede præstegård fra 1909. Gården har 8 ansatte.[2]
- Durup Idræts- & Svømmehal har faciliteter til svømning, idræt, fitness og 2V2-fodbold. Svømmehallen har sportsbassin på 25x12,5 meter med 6 baner og vanddybde fra 1,30 til 4,10 meter. Der er 1 og 3 meter vippe og 5 meter tårn samt lille bassin med vanddybde på 0,8 meter. Desuden har hallen stort selskabslokale til 180 personer, lille selskabslokale til 50 personer og mødelokale til 12 personer.[3]
- Durup Ældrecenter blev renoveret i 2005 og består af 24 faste boliger og 2 midlertidige boliger, alle med 2 rum og udgang til egen terrasse.[4]
- Byen har Dagli'Brugs og pizzeria.

## Byfornyelse
En arbejdsgruppe har siden 2007 arbejdet med byfornyelse i Durup, bl.a. med økonomisk hjælp fra Durup Sparekasse Fonden. Nedlagte og faldefærdige bygninger er revet ned og har givet plads til grønne områder, multibane og parkeringspladser - dog henstår byens tidligere rådhus ubenyttet i anlægget. Der er anlagt stier på kryds og tværs gennem byen. Hallen og ledvogterhuset er renoveret.

## Historie

### Sognekommune
Tøndering Sogn var anneks til Durup Sogn og havde altså ikke egen præst, men blev betjent af præsten i Durup. Durup-Tøndering pastorat blev grundlaget for Durup-Tøndering sognekommune, som fungerede frem til kommunalreformen i 1970.

### Jernbanen
Durup fik jernbanestation på Sallingbanen (1884-1971). Stationen blev anlagt på bar mark. Det høje målebordsblad fra 1800-tallet viser foruden kirke og præstegård kun spredte huse og gårde samt et jordemoderhus.
Durups første stationsbygning brændte. Den der er bevaret på Mølkærvej 3, er fra 1896. Den blev i 1973 solgt til Sallingsund Kommune. Salling Natursti er en cykel- og vandresti, belagt med stenmel og anlagt på banens tracé næsten hele vejen mellem Skive og Glyngøre.

### Stationsbyen
Samtidig med banen kom der et hotel med byens første butik. I 1901 blev Durup beskrevet således: "Durup med Kirke, Præstegd., Skole, Andelsmejeri,
Købmandshdl., Kro, Jærnbane-, Telegraf- og Telefonst.;"
I perioden 1900-1930 udviklede byen sig stærkt. Det lave målebordsblad fra 1900-tallet viser desuden forsamlingshus, lægebolig og elværk. I begyndelsen af 1950'erne var der 6 møbelfabrikker i Durup.